# Leibniz-Institut für Europäische Geschichte

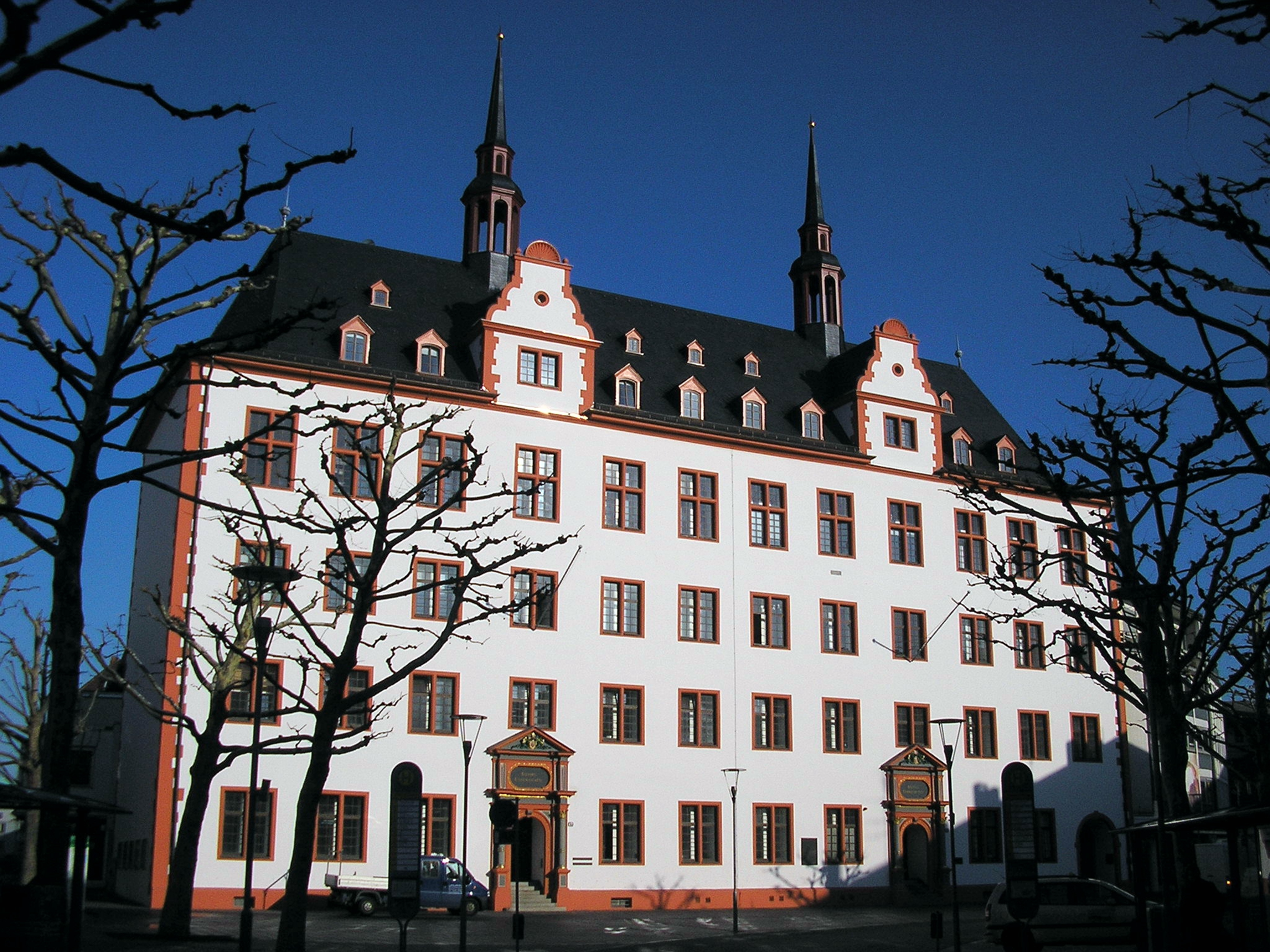
Die Domus Universitatis in Mainz, Sitz des Leibniz-Institutes (2006)

Das Leibniz-Institut für Europäische Geschichte (IEG) in Mainz ist ein außeruniversitäres Forschungsinstitut und seit 2012 Mitglied der Leibniz-Gemeinschaft.

## Gründung
1950 auf Initiative Raymond Schmittleins, des Chefs der Direction Générale des Affaires Culturelles der französischen Militärregierung, gegründet, sollte die neue Einrichtung die historisch gewachsenen nationalen und konfessionellen Gräben zwischen den europäischen Staaten und deren Bevölkerungen durch „vorurteilsfreie“ historische Forschung überwinden helfen und dadurch insbesondere die Deutsch-Französische Verständigung unterstützen. Im Speziellen sollten die am Institut betriebenen Forschungen einer Revision („Entgiftung“) der (Schul-)Geschichtsbücher dienen, mit dem Fernziel, ein „Europäisches Geschichtsbuch“ zu etablieren.
Diese Idee war Ende der 1940er Jahre auf den deutsch-französischen Historikergesprächen in Speyer aufgekommen, die Schmittlein 1948/49 ins Leben gerufen hatte. Sie vermischte sich mit christlich-„abendländischen“ Geschichtskonzeptionen einer Gruppe deutscher Historiker, zu deren Kreis auch der Bonner Mediävist Fritz Kern (1884–1950) gehörte. Er hatte 1948 die deutsche Delegation geleitet. Auch der katholische Theologe und Kirchenhistoriker Joseph Lortz (1887–1975) hatte an jenen Gesprächen teilgenommen.
Die ersten Pläne zur Gründung eines „Instituts für Kultur- und Religionsgeschichte“ entwarf Kern, der – als erster Institutsdirektor – neben der didaktischen Zielsetzung zugleich eine religiös grundierte, universalgeschichtlich angelegte Weltgeschichte („Historia Mundi“) in mehreren Bänden verwirklichen wollte. Als weiterer Gründungsdirektor fungierte Lortz, der 1950 auf eine eigens für ihn geschaffene außerordentliche Professur für Abendländische Religionsgeschichte an der philosophischen Fakultät der Universität Mainz berufen wurde. Aus dieser Gründungsintention und Gründungsgeschichte erklärt sich die Gliederung der 1950 als „Institut für Europäische Geschichte“ (IEG) gegründeten Forschungseinrichtung (Inkrafttreten der Satzung am 19. April 1951) in eine Abteilung für „Abendländische Religionsgeschichte“ und eine Abteilung für „Universalgeschichte“. Beiden Abteilungen stand und steht je eine Direktorin bzw. ein Direktor vor, die heute zugleich als Professoren an die Johannes Gutenberg-Universität Mainz berufen werden.

## Aufgaben
Zu den Hauptaufgaben des IEG gehört die Erforschung der historischen Grundlagen Europas. Laut Satzung sind dies die „Forschungen zu den religiösen und geistigen Traditionen Europas, ihren Wandlungen und Krisen, speziell zu den religiösen Differenzierungen, ihren Wirkungen und den Möglichkeiten ihrer Überwindung“, sowie die „europabezogene Grundlagenforschung, die geeignet ist, den Prozess des Zusammenwachsens Europas und die je individuellen geschichtlichen Wege der europäischen Staaten und Völker“ historisch zu verstehen.
Das Leibniz-Institut für Europäische Geschichte verfolgt diese Aufgaben satzungsgemäß
- durch eigene Forschungsvorhaben in Einzel- und Gemeinschaftsarbeit seiner Angehörigen mit in- und ausländischen Wissenschaftlern.
- durch die Förderung jüngerer postgraduierter Wissenschaftler aus Europa und anderen Kontinenten, die Forschungsprojekte zur europäischen Geschichte bearbeiten und als Stipendiaten im Institut leben.
- durch Zusammenarbeit mit anderen Einrichtungen im In- und Ausland, die ähnliche Ziele verfolgen.
- durch eigene Veröffentlichungen und Förderung sonstiger Publikationen, in denen wissenschaftliche Streitfragen der Europaforschung zur Diskussion gestellt werden.
- durch Wissenstransfer in die Gesellschaft.

## Forschungsprogramm
Das Leibniz-Institut für Europäische Geschichte (IEG) erforscht die historischen Grundlagen Europas in der Neuzeit. Seine Forschungen werden interdisziplinär von der Abteilung für Abendländische Religionsgeschichte und der Abteilung für Universalgeschichte entwickelt. Sie reichen epochenübergreifend vom Beginn der Neuzeit bis in die Zeitgeschichte. Europa wird in grenzüberschreitender Perspektive als ein Kommunikationsraum untersucht, dessen Binnen- und Außengrenzen durch vielfältige transkulturelle Prozesse immer wieder neu geprägt wurden.
Das Leitthema des aktuellen Forschungsprogramms am IEG ist der Umgang mit Differenz in Europa – die Formen der Etablierung, Bewältigung und Ermöglichung von Differenz in ihren religiösen, kulturellen, politischen und sozialen Dimensionen. Europa wird als ein Laboratorium für die Entwicklung von Formen der Regulierung und Begrenzung, aber auch der Herstellung und Bewahrung von Andersartigkeit und Ungleichheit aufgefasst. Die konfliktreiche Dynamik des Raums „Europa“ ergibt sich aus den vielfältigen Interaktionen und Verstrickungen, die zu Austausch, Aneignung und Integration sowie zu Abgrenzung und Konfrontation auf dem Kontinent und jenseits seiner Grenzen führten. Das Forschungsprogramm bringt die am IEG vorhandenen interdisziplinären, epochenübergreifenden und europäisch orientierten Kompetenzen in drei Forschungsbereichen zusammen:
- Pluralisierung und Marginalität
- Sakralisierung und Desakralisierung
- Mobilität und Zugehörigkeit

Von 2008 bis 2018 betrieb das IEG gemeinsam mit der Johannes Gutenberg-Universität Mainz das DFG-geförderte Graduiertenkolleg Die christlichen Kirchen vor der Herausforderung ‚Europa‘. Zum 1. Juli 2021 wurde der Sonderforschungsbereich (SFB) 1482 „Humandifferenzierung“ von der DFG bewilligt und an der Johannes Gutenberg-Universität Mainz und dem Leibniz-Institut für Europäische Geschichte (IEG) eingerichtet.
Darüber hinaus reflektiert und forciert das IEG die laufende digitale Transformation historischer Forschung und Publikation. Ziel ist es, dass die Forschungsbereiche des IEG im Dialog mit den Digital Humanities digitale Methoden, Verfahren und Instrumente in ihre wissenschaftliche Arbeit einbeziehen. Für die Umsetzung wurde 2019 der Bereich „Digitale historische Forschung | DH Lab“ neu eingerichtet. Hier werden einerseits die Entwicklung digitaler Methoden und die Aktivitäten digital gestützter Forschung gebündelt und zugleich wirkt der Bereich als Querschnittseinheit in die Arbeit der Forschungsbereiche am IEG hinein.

## Stipendien- und Gastwissenschaftlerprogramm
Das Leibniz-Institut für Europäische Geschichte (IEG) vergibt Forschungsstipendien für Nachwuchswissenschaftlern (Promovierende und Postdocs) aus dem In- und Ausland. Gefördert werden Forschungsprojekte von Doktoranden sowie von Postdoktoranden, die sich mit der Religions-, Politik-, Gesellschafts- und Kulturgeschichte Europas zwischen ca. 1450 und ca. 1970 befassen. Besonders willkommen sind vergleichende, transfergeschichtliche und transnationale Projekte sowie geistes- und religionsgeschichtliche Fragestellungen bezogen auf historische Entwicklungen in den drei monotheistischen Religionen (Christentum, Judentum, Islam).
Als Gastwissenschaftler nimmt das Institut auch Stipendiaten anderer Förderorganisationen auf, wie z. B. der Alexander von Humboldt-Stiftung oder des Deutschen Akademischen Austauschdienstes.
Das Senior Research Fellowship Programme ermöglicht, renommierte Wissenschaftler aus dem europäischen und außereuropäischen Ausland für zwei bis sechs Monate ans IEG nach Mainz einzuladen. Die Senior Research Fellows können dort ein eigenes Forschungsvorhaben verfolgen und sich mit den am Institut ansässigen Wissenschaftlern austauschen. Damit werden sowohl bestehende Kooperationen umgesetzt und verstärkt, als auch perspektivisch neue gemeinsame Forschungsvorhaben vorbereitet.

## Bibliothek
Die Bibliothek umfasst ca. 90.000 Medien zur Geschichte Europas seit der Mitte des 15. Jahrhunderts. Schwerpunkte bilden die europäische und internationale Geschichte sowie die Christentumsgeschichte seit Humanismus und Reformation. Die Bibliothek hält zahlreiche internationale Fachzeitschriften und Periodika bereit, mehr als 500 in laufenden Subskriptionen (siehe Zeitschriftenübersicht ZDB). Außerdem steht eine große Anzahl von Fachbibliographien und allgemeinen bibliographischen Hilfsmitteln zur Verfügung. Alle Bestände sind im Online-Katalog (OPAC) des Instituts recherchierbar. Dort finden sich auch die Neuzugänge des laufenden Erwerbungsjahres sowie eine große Zahl von DFG-geförderten Online-Ressourcen und Datenbanken. Die Bibliothek gehört im Rahmen des übergeordneten Bibliotheksverbundes HeBIS zum Lokalen Bibliothekssystem (LBS) Rheinhessen (Organisation und Technik: UB Mainz).

## Ehemalige Direktoren
- Fritz Max Friedrich Ludwig Kern, Abteilung für Universalgeschichte (1950)
- Joseph Adam Lortz, Abteilung für Abendländische Religionsgeschichte (1950–1975)
- Martin Göhring, Abteilung für Universalgeschichte (1951–1968)
- Karl Otmar Freiherr von Aretin, Abteilung für Universalgeschichte (1968–1994)
- Peter Meinhold, Abteilung für Abendländische Religionsgeschichte (1976–1981)
- Peter Manns, Abteilung für Abendländische Religionsgeschichte (1981–1990)
- Gustav Adolf Benrath, Abteilung für Abendländische Religionsgeschichte (1990–1993)
- Gerhard May, Abteilung für Abendländische Religionsgeschichte (1994–2004)
- Heinz Duchhardt, Abteilung für Universalgeschichte (1994–2011)
- Irene Dingel, Abteilung für Abendländische Religionsgeschichte (2005–2022)